# 金川門之變
金川門之變，是靖難之役的最後一幕，建文四年（1402年）六月，燕王朱棣自瓜洲渡江，十三日，直逼南京，“一夕朝臣縋城去者四十餘人”，曹國公李景隆和谷王朱橞開金川門降燕軍，兵部尚書茹瑺等數十人亦降。
燕軍進南京，朱允炆見事不可為，遂在皇宮放火。馬皇后死於大火，朱允炆本人不知所終；此後其下落成為謎團。
朱棣入城，派人找出馬皇后的屍體，指認其為朱允炆，并執其手哭「傻小子，何苦如此」，隨後六月廿日以天子禮葬之，造成惠帝已死的假象，朱棣稱帝，改元永樂。
永樂十五年（1417年）谷王朱橞谋反，聲稱：“往年我開金川門出建文君，今在邸中。我將為申大義，事發有日矣。”随即被镇压。